# 柳家つばめ (4代目)
四代目 柳家 つばめ（やなぎや つばめ、1892年（明治25年）2月3日 - 1961年（昭和36年）10月12日）は、落語家。本名∶深津 龍太郎。出囃子は『きぬた』。

## 経歴
初めは10歳ころの1902年に子供義太夫で竹本柳子太夫といった。
1907年ころに噺家に転向し三代目春風亭柳朝の門で春風亭柳蝠を名乗る。1910年ころに五代目三升家小勝の門に転じ三升家勝弥と改名。1913年ころ、七代目朝寝坊むらくの門で朝寝坊朝楽となる。1915年再び勝弥に戻り、1917年に三勝となる。1918年3月に春風亭燕柳に改名し、1920年10月に同名で真打昇進。
1927年3月に最初の師匠の名である四代目柳朝を襲名し、以後20年近く名乗るも、芸の方もいまいちぱっとしなかったこともあり心機一転したかったためか、1946年9月に三代目柳家つばめの未亡人に許可を得て四代目柳家つばめを襲名。

## 芸歴
- 1907年∶三代目春風亭柳朝に入門、「柳蝠」を名乗る。
- 1910年∶五代目三升家小勝門下に移籍、勝弥と改名。
- 1913年∶七代目朝寝坊むらく門下に移籍、「朝楽」と改名。
- 1915年∶「勝弥」に再改名。
- 1917年∶「三勝」と改名。
- 1918年3月∶春風亭燕柳に改名。
- 1920年10月∶真打昇進。
- 1927年3月∶「四代目春風亭柳朝」を襲名。
- 1946年∶四代目柳家つばめを襲名。

## 人物
地味な芸風で『芝浜』・『清正公酒屋』などを得意とした。一席のあと「寒いから踊ります。」の口上の後踊りを踊ったがいかにも末枯れたよい雰囲気であった。
三代目桂三木助に落語の演目の一つである「芝浜」を教えたのはつばめである。以後、三代目三木助は「芝浜の三木助」と呼ばれるほどこの噺を得意とした。また、三遊亭全生も真打昇進前につばめから「芝浜」を教わった。
全生の師匠六代目三遊亭圓生はつばめと同じく子供義太夫出身で仲が良かったようであり、つばめを「龍ちゃん」（つばめの本名「龍太郎」）と呼んでいた。